# Mau Heymans
Mau Heymans (nacido en Veldhoven en 1961) es uno de los artistas más productivos y populares de la franquicia holandesa de Disney. Comenzó su carrera en 1987. Es un ilustrador, pero también ha escrito algunas historias con Kirsten de Graaf. Heyman se encarga del universo de Scrooge McDuck para la editorial Oberon. El hermano mayor de Mau, Bas, también es un artista de Disney, y los hermanos tienen estilos muy similares entre sí.